# Lista de pinturas de Augustin Salinas y Teruel
Esta é uma lista de pinturas de Augustin Salinas y Teruel. O artista nasceu na cidade de Saragoça, na Espanha, durante a década de 1860, e faleceu em Roma, no ano de 1923. É conhecido por produzir obras no gênero paisagem.
Augustin começou seus estudos na Espanha e, depois de receber um prêmio do governo de sua cidade, mudou-se para Roma, em 1889. No local, o artista produziu quadros que retratavam paisagens e costumes italianos. Já no século XX visitou o Brasil, onde participou de exposições e pintou cenários brasileiros, principalmente do Rio de Janeiro. Em São Paulo, representou a fachada e os jardins do Museu Paulista na obra Festa escolar no Ipiranga, de 1912.

## Lista de pinturas
| Imagem | Título                    | Ano de criação | Material utilizado | Coleção                                                  | Versão audivel |
| ------ | ------------------------- | -------------- | ------------------ | -------------------------------------------------------- | -------------- |
|        | Festa Escolar no Ipiranga | 1912           | tinta a óleo       | Pinacoteca do Estado de São Paulo                        |                |
|        | Paisagem de montanha      |                |                    | Museu de Arte de São Paulo                               |                |
|        | Figura a Egipte           | 1884           | tinta a óleo lona  | Biblioteca Museu Víctor Balaguer de Vilanova i la Geltrú |                |
|        | Berenar al camp           | 1885           | tinta a óleo lona  | Biblioteca Museu Víctor Balaguer de Vilanova i la Geltrú |                |
|        | Paisatge amb riu i barca  | 1885           | tinta a óleo lona  | Biblioteca Museu Víctor Balaguer de Vilanova i la Geltrú |                |